# چراغعلی اعظمی سنگسری
چراغعلی اعظمی سنگسری نویسنده و پژوهشگر ایرانی است. وی در سال ۱۳۰۳ در سنگسر به دنیا آمده و در سال ۱۳۸۱ وفات یافت. وی از سال ۱۳۲۶ در تهران مقیم شد، اعظمی دانش‌آموخته دانشگاه کمبریج در رشته زبان و ادبیات انگلیسی بود.

## آثار

کتاب واژه‌نامه سنگسری اثر چراغعلی اعظمی، به عنوان غنی‌ترین اثر موجود پیرامون زبان سنگسری شناخته می‌شود.

اعظمی سنگسری در موضوعات مختلف آثار مکتوب داشته‌است که مهم‌ترین آن‌ها درباب گله‌داری، باورهای عامیانه، جشن‌های ملی، گاه‌شماری سنگسری، بازی‌ها، موقعیت جغرافیایی و موضوعات دیگر سنگسر است که زادگاه او بوده. از برجسته‌ترین آثار وی دراین زمینه، واژه‌نامه سنگسری نام دارد که با همکاری «گرنات. ل ویندفوهر» زبان‌شناس مشهور آلمانی در سال ۱۳۵۱ توسط انتشارات «فرانکلین» و نشر «جیبی» با همکاری دانشگاه «میشیگان» منتشر شده‌است. مکمل این کتاب ۱۲ دفتر در دو مجلد در کتابی با عنوان «سنگسری وات وات» به معنای گفتگوی سنگسری است که در سال ۱۳۷۲ این دفاتر به فرهنگستان زبان ایران سپرده شد و از طرف فرهنگستان به تعداد ۱۵ نسخه تکثیر زیراکسی شد. در نهایت به علت کهولت سن او، این کتاب حروفچینی نشد. چون بازدید مجدد توسط اعظمی سنگسری مشکل بود، این کتاب تکثیر شده به کتابخانه‌های ایران‌شناسی در داخل و خارج از ایران فرستاده شد. کتاب دیگری نیز دراین زمینه نوشته و چاپ شده کتاب «تاریخ سنگسر» نام دارد که به طورخلاصه نکات مهم تاریخی سنگسر در آن گردآوری شده‌است، این کتاب حدود ۱۰۰ صفحه‌است و در سال ۱۳۷۱ چاپ شده و مطالب ذکر شده در آن در کلیات سنگسری آورده می‌شود.
آثار دیگر چراغعلی اعظمی سنگسری در موضوعات غیر از سنگسر ترجمه متون پهلوی و باستانی از قبیل: «از توسر تا زاد سپرم»، «خسرو کوآتان»، «زندوهومن سین»، «واژه‌های برابر پهلوی و سنگسری» و «واژه‌های مشکل پهلوی» است. در زمینه‌های تاریخی نیز آثاری مانند «کرونولوژی لشکرکشی‌های مسلمانان به شبه قاره هند» که در مجله ایران شناخت شماره ۷ به چاپ رسیده‌است، «پرستشگاه آرتازقره کلیسا» که به چاپ رسیده و «پیشینه ارتشتاری در ایران» که هنوز منتشر نشده‌است. این نویسنده در زمینه ستاره‌شناسی نیز مقالاتی دارد با عنوانهای «پندار ایرانیان باستان دربارهٔ خورشید، ماه و ستارگان»، «آغاز گردش سپهر به باور ایرانیان» و مقاله‌ای با عنوان آثار الباقیه و متون پهلوی که در نامواره دکتر محمد افشار جلد ششم به چاپ رسیده‌است. وی از سکه‌شناسان ایران بود و در این ارتباط مقالاتی در نشریات خارجی به چاپ رساند که می‌توان «تحولات سکه در ایران از دوره هخامنشی تا اوایل دوره اسلامی»، «سکه‌های طبرستان» و «۲۵ قرن سر گذشت سکه در ایران» را در آن‌ها مدنظر قرار داد. همچنین در ترجمه‌های کتیبه‌های ایرانی نیز فعال بوده‌است و تحقیقی مفصل در خصوص خاندان گاووارگان داشت و کتابی نیز با عنوان «گاووارگان پادوستیانی» در قبل ازانقلاب منتشر کرد.
کتاب دیگر اعظمی سنگسری «راهگشا»، نام دارد که واژه‌نامه‌ای ویژه برای خط میخی می‌باشد. این کتاب به صورت دست‌نویس تکثیر شده و به کتابخانه‌های مهم ایران‌شناسی در جهان ارسال شده‌است. ایشان با خط و زبان پهلوی ساسانی و اشکانی آشنایی کامل داشت و خط کوفی و میخی را به سهولت می‌خواند.

## فهرست موضوعی
برخی آثار چراغعلی اعظمی سنگسری به صورت موضوعی عبارت‌اند از:

### زبان سنگسری
- واژه‌نامه سنگسری باهمکاری گرنات ل. ونیدفور. تهران: انتشارات فرانکلین؛ جیبی، سال ۱۳۵۱.
- سنگسر وات وات (کاربرد واژه‌های سنگسری). تهران: فرهنگستان زبان، سال ۱۳۷۲. (تکثیر به صورت زیراکس بوده که به صورت ۱۲ دفتر در ۲ مجلد می‌باشد)

### تاریخ سنگسر
- کتاب تاریخ سنگسر-مهدیشهر
- باورهای عامیانه مردم سنگسر. مجله هنر و مردم، سال ۱۳۴۹ و شماره ۹۲.[۱]
- جشن‌های ملی سنگسر. مجله بررسی‌های تاریخی، سال ۱۳۴۷ و شماره ۵.[۲]
- درمان بیمارها و زخمی‌ها در سنگسر. هنر و مردم، سال ۱۳۵۱، شماره ۱۱۹–۱۲۰.[۳]
- سنگسر و یادگارهای ایران باستان. مجله سپاهان سال‌های ۴۱–۱۳۳۸ (شماره ۱۳).
- گاهنمای سنگسری. بررسی‌های تاریخی، شماره ۳ و ۴.[۴]
- برابری لغات برهان قاطع و واژه‌های سنگسری (در شرف انتشار)
- هشت پای. مجله آینده، سال ۱۳۶۵، شماره ۴–۶.[۵]
- سنگسر و واژهٔ سنگسری. مجله گوهر، سال ۱۳۵۲، شماره ۷.[۶]

### متون پهلوی
- از توسر تازاد سپرم است. (منتشر نشده)
- اسیان ور. نامواره دکتر محمود افشار، سال ۱۳۶۸، جلد پنجم.
- اکرخیرات. (منتشر نشده)
- اندازه‌گیری در ایران باستان. نامواره دکتر محمود افشار، سال ۱۳۷۸، جلد ۱۱.
- بخت آفرید و سخنان او
- پسرش هوروستان. (منتشر نشده)
- پیشینه پزشکی در ایران. سخنواره، ایرج افشار، تهران: توس سال ۱۳۷۶.
- تنسر که بود؟. نامواره دکتر محمود افشار، سال ۱۳۷۹، جلد ۱۲.
- خسرو کواتان و ریتکی. (منتشر نشده)
- سندی از آیین ناوبری درعصر ساسانی. انجمن آثار و مفاخر فرهنگی، سال ۱۳۷۷.
- گجستک ابالیش. نامه فرهنگ ایران، سال ۱۳۶۸، دفتر سوم.

### آثار تاریخی
- بازماندگان یزدگر سوم. ایران شناخت، سال ۱۳۷۷، شماره ۱۰.
- پرستشگاه آرتاز قره کلیسا. مجله گوهر، سال ۱۳۵۳، شماره اول.[۷]
- پیشینه ارتشتاری در ایران. (منتشر نشده)
- خداوندان دژ شمیران. مجله هنر و مردم، سال ۱۳۵۰، شماره ۱۰۳–۱۰۲.[۸]
- درآمدی بر تاریخ ایران. (منتشر نشده)
- کرونولوژی لشکرکشی‌های مسلمانان به شبه قاره هند. ایران شناخت، سال ۱۳۷۶، شماره ۷.
- یادداشت‌هایی از تاریخ سیستان. (منتشر نشده)
- گاو بارگان پادوسیانی. (ویرایش جدید در شرف انتشار)
- فرمانروایان طبرستان. مجله بررسی‌های تاریخی شماره ۵.[۹]
- فرمانروایان مازندران. مجله هور، سال ۱۳۵۰، شماره ۹–۸.
- فریم پایگاه اسپهبدان باوندی کجاست؟. ضمیمه بررسی‌های تاریخی، سال ۱۳۵۱، شماره ۱.[۱۰]
- قارن وند یا سوخرائیان. مجله بررسی‌های تاریخی، سال ۱۳۵۵، شماره ۳.[۱۱]
- گیل، فرشواذگرشاه. مجله بررسی‌های تاریخی، سال ۱۳۵۶، شماره ۳.[۱۲]
- نگاهی به سوخرائیان. مجله گوهر، سال ۱۳۵۴، شماره ۹.[۱۳]

### ستاره‌شناسی
- آثار الباقیه. نامواره دکتر محمود افشار، سال ۱۳۷۰، جلد ششم.
- آغاز گردش سپهر به باور ایرانیان باستان. مجله آینده، سال ۱۳۷۲، شماره ۲–۱.
- پندار ایرانیان باستان دربارهٔ خوشید، ماه و ستارگان. مرز پرگهر، یاد نامه علی سامی.

### کتیبه‌ها
- اندیکان خوتای. (منتشر نشده)
- بنجاق اورامان. (منتشر نشده)
- دو کتیبه در تخت جمشید. (منتشر نشده)
- دون باون تش. (منتشر نشده)
- سه کتیبه هخامنشی. نامواره دکتر محمود افشار، سال ۱۳۸۱، جلد ۱۳.
- کتبیه اشکانی شاهپور اول. (منتشر نشده)
- کتبیه زمان شاهپور دوم ساسانی. (منتشر نشده)
- گزارش کتیبه شوش. مجله فروهر، سال ۱۳۷۶، شماره ۸–۷.
- راهگشای خط میخی (واژه‌نامه خط میخی). (تکثیر به صورت زیراکس)

### سکه‌شناسی
- آغاز ضرب سکه در زمان کورش بزرگ. (منتشر نشده)
- ۲۵ قرن سرگذشت سکه در ایران. (منتشر نشده)
- پایه‌گذاران حکومت ارتقی و ایوبی (و زنگی) و سکه‌های آنها. ضمیمه بررسی‌های تاریخی، سال ۱۳۵۱، شماره ۵.[۱۴]
- چند سکه از غوریان. مجله بررسی‌های تاریخی، سال ۱۳۵۱، شماره ۳.[۱۵]
- سکه‌های طبرستان ضمیمه بررسی‌های تاریخی. سال ۱۳۵۲، شماره ۲.[۱۶]

### آثار متفرقه
- پیشینه آیین‌های نوروزی. (منتشر نشده)
- داستانی از تنبور. (منتشر نشده)
- یادداشتی بر پایان نوشت شاهنامه. نامواره دکتر محمود افشار، سال ۱۳۷۵، جلد ۹.
- پرندگان دزاشیب. در مجله آینده، سال ۱۳۷۲، شماره ۱۲–۱۰.